# Babelsberg
Babelsberg je najveći dio grada Potsdama u pokrajini Brandenburg u Njemačkoj, a dobio je ime po malenom brdu na obali rijeke Havel. Najpoznatiji je po slavnoj palači i parku Babelsberg koji su dio zaštićene UNESCO-ove svjetske baštine Palače i parkovi Potsdama i Berlina, ali i po studiju Babelsberg koji je povijesno središte njemačke filmske industrije, najstarijeg velikog filmskog studija u Europi.
God. 1833., Princ Wilim I. Hohenzollern je dobio od svog oca Fridrika Vilima III., pruskog kralja dozvolu za gradnju ljetne rezidencije za sebe i svoju ženu, Augustu Saxe-Weimar-Eisenach, i to n obronku brda Babelsberg koji gleda na rijeku Havel. Prve planove u neogotičkom stilu uradio je Karl Friedrich Schinkel, no oni nisu zadovoljili prinčeve ambiciozne želje, koji je u međuvremenu postao prijestolonasljednikom jer njegov stariji brat, pruski kralj Fridrik Vilim IV., nije imao djece. Proširene planove završio je Friedrich Ludwig Persius i izveo ih do 1849. god., a njegov park izveli su Peter Joseph Lenné i Hermann von Pückler-Muskau.
Babelsberg je postao njegovom rezidencijom kada je Vilim proglašen pruskim, ali i njemačkim kraljem. Ovdje je 23. rujna 1862. god., nakon privatnog razgovora s njemačkim premijerom, Bismarckom, odustao od abdikacije.
Studio Babelsberg je nadaleko poznat kao medijski centar i najstariji veliki filmski studio na svijetu. U Balbesbergu se nalazi i državni emiter RBB (Rundfunk Berlin-Brandenburg), sjedište Njemačkog medijskog arhiva, astrofizički institut Potsdam, dok se u obližnjem Neubabelsbergu nalazi Hasso Plattner institut za računalni programski inženjering.
Godine 1990., palača s parkom je, uz druge palače i parkove u Potsdamu upisana na UNESCO-ov popis mjesta svjetske baštine u Europi.

## Vanjske poveznice
- Babelsberg na www.potsdam.de (njem.)
- Palača Babelsberg  Arhivirana inačica izvorne stranice od 19. kolovoza 2011. (Wayback Machine) (engl.)